# Орден Омара Торрихоса Эррера
Орден Омара Торрихоса Эррера — государственная награда Панамы.

## История
Орден был учреждён в соответствии с Законом № 23 от 14 декабря 1982 года и назван в четь  Омара Торрихоса Эррера, панамского государственного и военного деятеля, бригадного генерала, верховного главнокомандующего Национальной гвардией Панамы, фактического руководителя Панамы в 1968—1981 годах.
Орден присуждается за военные и гражданские заслуги от имени Президента Панамы.
В настоящее время вручение ордена регулируется исполнительным указом № 336 от 13 июля 1995 года, в который 11 января 2006 года внесены изменения.
Орден может присуждаться посмертно.

## Степени
Орден состоит из двух дивизионов: гражданского и военного.
В гражданском дивизионе четыре класса:
| Орденские планки |                     |               |                                   |
| Кавалер          | Командор со звездой | Большой крест | Большой крест специальной степени |

В военном дивизионе три класса:
| Орденские планки |                          |                          |
| Кавалер          | Большой серебряный крест | Большой офицерский крест |

## Описание
Знак ордена — золотой заострённый крест белой эмали, наложенный на оливковый венок зелёной эмали с плодами красной эмали. В центре креста медальон белой эмали с рельефным погрудным портретом Омара Торрихоса Эррера, по окружности которого надпись: «ORDEN OMAR TORRIJOS H.».
Звезда ордена серебряная, двенадцатиконечная, сформированная из отполированных расширяющихся заострённых лучей, между которых по два матированных схожих до половины виденных луча. В центре звезды изображение знака ордена.
Лента ордена шёлковая муаровая синего цвета с широкими белыми полосками по краям.